# Вірченко Михайло Антонович
Миха́йло Анто́нович Ві́рченко (* 1932) — український конструктор, кандидат технічних наук, лауреат Державних премій КРСР й України.

## З життєпису
Від 1955 року працював на Харківському турбінному заводі; заступник головного конструктора.
Станом на 1992 рік — головний інженер науково-виробничого об'єднання атомного турбобудування «Харківський турбінний завод».
Лауреат Державної премії УРСР в галузі науки і техніки (за 1979 рік; за створення серії парових турбін одиничною потужністю 500000 кВт (типу К-500-65/3000) для атомних електростанцій), співавтори Брюханов Віктор Петрович, Герман Самуїл Йосипович, Капінос Василь Максимович, Касаткін Борис Сергійович, Косяк Юрій Федорович, Назаров Ігор Костянтинович, Панков Ігор Іванович, Рудковський Арій Федорович, Сухінін Віктор Павлович.
Лауреат Державної премії України в галузі науки і техніки за 1992 рік — «за розробку наукових основ газодинамічного удосконалення та створення високоекономічних і надійних проточних частин парових турбін потужністю 200—1000 МВт», в складі колективу.
Є одним із засновників харківського ТОВ «Енергія».